# 狼犬

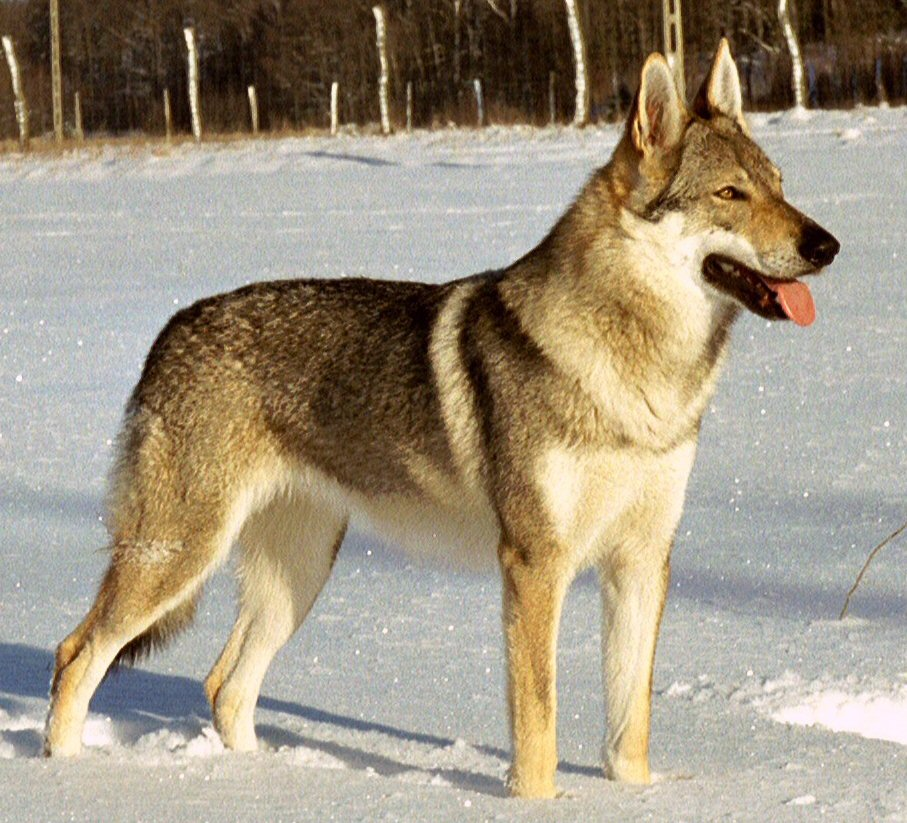
チェコスロバキアン・ウルフドッグ

狼犬（おおかみいぬ、ろうけん）とはイヌとオオカミの交雑犬、若しくはその交配を元に作出した犬の品種のことである。英語ではウルフ・ハイブリッド（英：Wolf Hybrid）、ウルフドッグ（英：Wolf dog）などと呼ばれる。

## 概要
狼犬は大型犬種のひとつ。シベリアン・ハスキーやアラスカン・マラミュート、ジャーマン・シェパード・ドッグなどの犬種と家畜化されたオオカミとを交配したものをこう呼ぶ。オオカミの血が75 %以上のものをハイコンテンツあるいはハイパーセントと呼び、外見がオオカミにより近いために好まれる傾向にある。同様に、オオカミの血が薄まるにつれてミッドコンテンツ、ローコンテンツなどと呼ぶ。
オオカミ、イヌ、狼犬の違いを見分けることができると信じている専門家は多くいるが、法廷での証拠提出の際に、彼らは正しくないことが証明されている。
イヌとハイイロオオカミは遺伝的に非常に近く同じ種と考えられ、何千年もの間、その生息域の広大な部分を共有してきたため、イヌとハイイロオオカミとの混血が最も一般的な狼である。野生におけるこのような混血は、ヨーロッパや北アメリカに散在する多くの個体群で検出されており、一般的に人間の影響や迫害によってオオカミの個体数が減少した地域で発生している。
狼犬は様々な目的のために飼育下で繁殖されることも多い。イヌと他の2種の北アメリカのオオカミ種との混血も野生では歴史的に起こっているが、シンリンオオカミとアメリカアカオオカミに含まれるイヌの遺伝子をハイイロオオカミの遺伝子と識別することは、北アメリカのハイイロオオカミやコヨーテとの歴史的な重複のため、生物学者にとってしばしば困難である。同時に北アメリカの3種のオオカミの多くの孤立した個体群が野生でコヨーテとも混血していることから、大陸の北東部3分の1のコヨーテとオオカミの雑種の中にはコイドッグと狼犬の両方の遺伝子プールを持つものもいるのではないかと一部の生物学者は推測している。エチオピア高地で発見されたイヌとアビシニアジャッカルの雑種は、孤立した地域に住む放し飼いの野良犬とアビシニアジャッカルの過去の交流から生まれた可能性が高い。

## 歴史
野生種と家畜種の間の遺伝子流動を研究するために全ゲノム解析が使用された。イヌからオオカミ個体群への広範な遺伝子移入の証拠があり、サーロス・ウルフホンドのようなオオカミとイヌの意図的な交配はほとんど見られない。しかし、世界のイヌの集団は単一の遺伝的クラスターを形成しており、オオカミからイヌへの遺伝子移入の証拠はほとんどない。また、5,000年以上前のヨーロッパの犬も野生のイヌ科動物と交雑した形跡はほとんどない。

### 先史時代
10,000年前にさかのぼるワイオミング州のイヌの頭蓋骨の1982年の研究で、狼犬の形態と一致するものがいくつか確認された。この研究は4年後に説得力のある証拠を提供していないとして反論された。

### テオティワカン
2010年、考古学者がメキシコの中央渓谷で約2000年前の戦士の埋葬品から狼犬の遺骨を発見したため、かつてテオティワカン文明の美術品に描かれていたコヨーテと考えられていたものが再検討されている。

### 新世界の黒いオオカミ
遺伝学的研究によって、黒い毛皮を持つオオカミがその特徴的な色彩を持つようになったのは、犬との交雑によってオオカミの集団に浸透した突然変異に起因することが明らかになった。アドルフ・ミューリーは、オオカミの幅広い色彩変異はイヌとの交雑によるものだと推測した最初のオオカミ生物学者の一人である。
2008年、β-ディフェンシン3というタンパク質の遺伝子変異が犬の黒い毛色の原因であることが発見された。北アメリカとイタリアのアペニン山脈の黒いオオカミの原因は同じ突然変異であり、それは1万3000〜12万0000年前にイヌで発生した。オオカミ、イヌ、コヨーテの遺伝子の大部分を比較した結果、変異は4万7000年前頃だと考えられる。イヌの進化生物学者であるロバート・K・ウェインは、イヌが最初にこの突然変異を起こしたと思うと述べている。さらに彼は、それがもともとユーラシアのオオカミで発生したものであったとしても、イヌに受け継がれ、イヌはすぐに変異を新大陸に持ち込み、その後オオカミとコヨーテに受け継がれたと述べている。最近のイヌを祖先に持つ黒いオオカミは、年を取るにつれて黒い色素を長く保つ傾向がある。

### オオカミと家畜の番犬の交雑
2014年の研究によると、ジョージアではオオカミの20％とイヌの37％が同じミトコンドリアのハプロタイプを共有していた。調査対象となったオオカミの13％以上が検出可能なイヌの祖先を持っており、イヌの10％以上が検出可能なオオカミの祖先を持っていた。この研究結果はオオカミとイヌの混血が、伝統的な方法で大型の家畜番犬が飼育されている地域では一般的な出来事であり、イヌとハイイロオオカミの間の遺伝子移入が、初期の家畜化事象から何千年もの間、イヌの遺伝子プールに影響を与える重要な源であったことを示唆している。

### 北アメリカのハイイロオオカミと家庭犬の交配
アメリカでは1999年現在、10万頭以上の狼犬が存在している。雑種第一代の狼犬では、エキゾチックなペットを望む飼い主に最も魅力的な外見を与えるために、ハイイロオオカミとオオカミに似た犬（ジャーマン・シェパード・ドッグ、シベリアン・ハスキー、アラスカン・マラミュートなど）と交配されることが特に多い。

## 交配の記録
イギリスにおける狼犬の繁殖に関する最初の記録は、1766年にオスのオオカミと思われる犬と、当時の言葉で「ポメラニアン」と呼ばれていた犬とが交配したことに始まる。その結果、9匹の子犬が生まれた。狼犬は科学的な好奇心を持った貴族たちによって購入されることもあった。狼犬はイギリスの動物園や博物館でも人気のある展示物であった。
日本においてもオスの甲斐犬とメスの満州産オオカミを交配させて4頭の狼犬が生まれた。これらは「新狼犬」と呼ばれた。
6つの犬種が存在し、その作出にはかなりの量の最近のオオカミと犬の混血が認められている。そのうちの1種は、アラスカン・マラミュートとシンリンオオカミの交配種である「ウォラミュート（マラウルフ）」である。4つの犬種はジャーマン・シェパード・ドッグとの意図的な交配の結果生まれたもので、その基礎となったオオカミの亜種を反映していると思われる、外見上の際立った特徴を持っている。その他、より珍しい交配も行われており、最近ではドイツでオオカミとプードルの交配実験が行われた。これらの犬種を作出した背景には、単に認知度の高いコンパニオン・ハイコンテント・ウルフドッグが欲しいという願望から、プロの軍用作業犬まで、幅広い意図がある。

### サーロス・ウルフホンド
1932年にオランダのブリーダーであるリーンダート・ザールースは、雄のジャーマン・シェパード・ドッグと雌のヨーロッパオオカミを交配させた。その子供を雄のジャーマン・シェパード・ドッグと交配させ、サーロス・ウルフドッグが誕生した。この犬種は、丈夫で自立した伴侶犬や家庭犬として作出された。オランダ・ケンネル・クラブは1975年にこの犬種を公認した。この犬種の作者に敬意を表し、犬種名を 「サーロス・ウルフホンド」に変更した。1981年、この犬種は国際畜犬連盟（FCI）に公認された。

### チェコスロバキア・ウルフドッグ
1950年代に現在スロバキアとチェコとして知られる国々で国境警備に従事するために作出された。もともとはジャーマン・シェパード・ドッグとカルパティアハイイロオオカミの系統から繁殖された。1982年にチェコスロバキアで正式に国犬種として認定され、その後、国際畜犬連盟、アメリカン・ケンネル・クラブのファウンデーション・ストック・サービス、ユナイテッド・ケンネル・クラブに公認された。現在ではヨーロッパやアメリカでアジリティ、服従、捜索救助、警察活動、セラピー・ワーク、牧畜などに用いられている。

### ヴォルコソブ
ヴォルコソブ（ロシア語: Волкособ, 複数形: Волкособы, Volkosoby）は、ソビエト連邦崩壊後の1990年代に開発された。ロシアの国境警備隊は、ジャーマン・シェパード・ドッグの訓練性と群れのメンタリティを持ち、野生のオオカミの強さ、優れた感覚、耐寒性を併せ持った。広大なロシア国境の過酷な条件に対応できる犬を求めていた。2000年、人間に対して非常に友好的で協力的であることで知られるカスピ海のソウゲンオオカミとイースト・ヨーロピアン・シェパードが交配され、雑種第三代が標準化された。これまでの雑種とは異なり、ヴォルコソブは人見知りをあまりせず、国境を守るのに効果的な唯一の犬種であった。

## 野生の狼犬
オオカミとイヌの交雑は通常、オオカミの個体群が強い狩猟圧力の下にあり、放し飼いにされているイヌの数が多いためにその構造が崩壊したときに起こる。オオカミは通常、イヌに対して攻撃性を示すが、社会的に孤立すると行動を変えて遊び好きになったり従順になる場合がある。
野生化での混血は通常、オオカミの密度が低く犬が多い人間の居住地の近くで起こる。しかし、旧ソビエト連邦ではオオカミの密度が通常の地域での狼犬の事例がいくつか報告されている。野生の狼犬は時折ヨーロッパの貴族によって狩られ、一般的なオオカミと区別するためにリシスカと呼ばれていた。人間に対して異常に攻撃的な大型なオオカミの歴史的な事例（ジェヴォーダンの獣など）は、オオカミとイヌの交配に起因している可能性がある。ヨーロッパでは遺伝子検査により、一部の集団でイヌとオオカミの意図しない交雑が確認されている。ヨーロッパ大陸のいくつかのオオカミの群れの生存が著しく脅かされていることから、科学者たちは野生のオオカミとイヌの個体群の創出がヨーロッパのオオカミ個体群の存続を脅かすものであると危惧している。ただし、オオカミとイヌの間の広範な混血は形態学的証拠によって裏付けられておらず、ミトコンドリアDNA配列の分析によってそのような交雑は稀であることが明らかになっている。
1997年にメキシコオオカミのアリゾナ州への再導入の際、1970年代に回復計画のために多くのオオカミを捕獲していたが、ロイ・マクブライドによってカールズバッド洞窟群国立公園で導入用に指定された捕獲群れの大部分が狼犬で構成されていることが判明して論争が起こった。関係者は当初この動物たちの奇妙な外見は飼育環境と食事によるものだと主張していたが、後に安楽死させることが決定された。
2018年、ある研究がハイイロオオカミのゲノム全体から採取した6万1000の一塩基多型（突然変異）の塩基配列を比較した。この研究によると、ユーラシア大陸のオオカミ個体群のほとんどにイヌの祖先を持つ個体が存在することが北アメリカでは少ない。混血はさまざまな時期で起こっているが、最近の出来事ではない。低度の混血はオオカミの独自性を低下させなかった。
2019年にブルガリアと北マケドニアの国境に沿ったオソゴヴォ山岳地帯で、推定されるハイイロオオカミが10頭の野良犬の群れと同居していることがカメラで記録された。その行動と表現型から狼犬であると推測された。

## 特徴

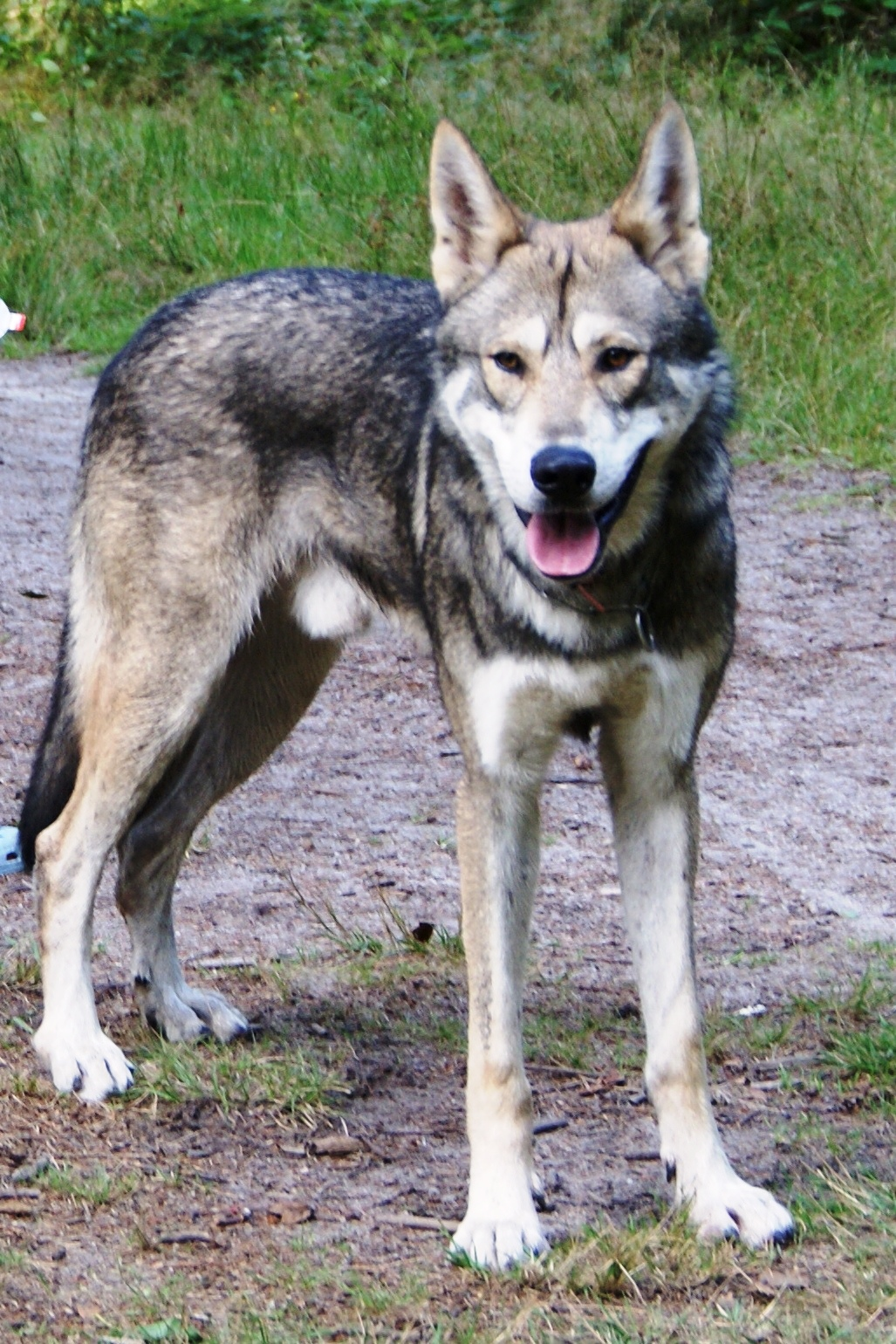
サーロスウルフドッグ

身体的特徴は掛け合わされた犬種によってやや異なる。体高66 cmから81 cm。体重45 Kgから70 Kg。姿形が似たハスキーなどと比べると痩せて見えるが、体毛の密集度が高いために寒冷には強い。耳は立ち耳で顔は細長く、聴力と嗅覚は他犬種と比べても特に優れる。
性格面では身体面よりも個体差が大きいとされる。家畜を襲うオオカミのイメージから凶暴な犬種と見られがちであるが、飼い主がリーダーとして主導権を握っていれば無闇に人畜を襲うことはない。野生味が強いために警戒心は強い反面、自然環境で生存しようとする本能から、仲間と認めた者とは極めて良好な信頼関係が築かれる。その結びつきの強さは、イエイヌとして長い歴史をもつ他犬種よりはるかに強いとされる。
オオカミとイヌの交配によって生まれた動物の身体的特徴は、混血犬のそれと同様に予測不可能である。多くの場合は雑種強勢という遺伝的現象により、出来上がった狼犬の成体は両親のどちらよりも大きくなる可能性がある。ドイツで行われたプードルとオオカミの繁殖実験、およびその後出来上がった狼犬の繁殖実験では、制限のない繁殖力、自由選択による交配、意思疎通に関する重大な問題は数世代後でも見られなかった。しかし、プードルとコヨーテやジャッカルとの交配では、3世代にわたって交配を続けた結果、繁殖力が低下して、重大な意思疎通の問題、遺伝病が増加した。そのため研究者たちは、イヌとオオカミは同じ種であると結論づけた。
狼犬は、オオカミの血が入っていないイヌに似ているものから、しばしば完全な血の入ったオオカミと間違われる個体まで多種多様な外見を見せる。イギリスの環境・食糧・農村地域省と英国動物虐待防止協会による長時間の調査ではブリーダーによる虚偽表示と狼犬として売られている多くの個体において、いくつかの例で実際のオオカミの血統が不確定であることが判明した。この報告書は、無学な市民がオオカミのような外見を持つイヌを狼犬と誤認していることを指摘している。狼犬は純粋なオオカミよりも頭部がやや小さく、耳が大きくとがっており、オオカミによく見られる密生した毛がない傾向がある。また、毛皮のマーキングも非常に特徴的で、うまくブレンドされていない傾向がある。黒毛の狼犬は、黒いオオカミと比較して、年齢を重ねるにつれて黒い色素を長く保つ傾向がある。後肢の狼爪の存在は、野生のオオカミにおけるイヌの遺伝子汚染の絶対的ではないが有用な指標であると考えられている。狼爪は第一趾の退化したもので、イヌの後ろ足にはよく見られるが、後ろ足が4本しかない純粋なオオカミにはないと考えられている。
旧ソビエト連邦の野生の狼犬の観察によると、野生の状態では純粋なオオカミよりも大きな群れを形成し、獲物を追いかける際の持久力が高いことが示されている。 オオカミ含有率の高い狼犬は、一般的に同じ大きさのイヌよりも長い犬歯を持っており、南アフリカ国防軍の将校の中には、「バターをナイフで切り裂くように」最も堅いパッドを噛み切ることができると語っている者もいる。
ロシアのペルミ内務省研究所で行われた試験では、オオカミの含有率が高い狼犬は訓練で標的を追跡するのに15～20秒ほどであるのに対して、普通の警察犬は3～4分かかることが実証された。狼犬の研究者の主張を裏付ける科学的根拠は極僅かであり、さらなる研究が求められている。
狼犬は遺伝的形質の混在であるため、オオカミやイヌに比べて行動パターンが予測しにくい。仔犬の成犬の行動も、狼犬とイヌの交配によって生まれた3代目の仔犬や、親種の行動からであっても、イヌの仔犬に匹敵する確実性をもって予測することはできない。したがって個体の行動は予測できても、狼犬全般としての行動は予測できない。
攻撃的な特徴が狼犬にとっての本来の気質の一部であるという見解は、ブリーダーや飼い主など狼犬の支持者によって争われている。

## 健康
狼犬は一般的に健康で、他の犬種よりも遺伝性疾患が少ないと言われている。雑種強勢により両親のどちらよりも健康である。標準的なイヌ・ネコ用の狂犬病ワクチンの狼犬への有効性については議論がある。アメリカ合衆国農務省は、狂犬病ワクチンの適応外使用を推奨しているが、今日まで狼犬に使用する狂犬病ワクチンを承認していない。狼犬の飼い主やブリーダーは、公式の承認がないのは、狼犬の飼育を容認しないための政治的な動きであると主張している。

## 飼育
高度な社会性をもち、リーダーと認めた者には従順であるが、人間の家畜または愛玩動物として特化改良されてきた他犬種と比べると、馴致は困難な部類に入る。知能は非常に高いが独立性が強く、ブリーダーやトレーナーとして熟練した者でなければ、完全にしつけることは容易ではない。
飼育に必要な面積は1頭当たり30 m2以上、理想的な運動量は1日2 - 3時間以上とされる。また、跳躍力が非常に高く、個体によっては2 - 3 m程度の柵を軽々と飛び越えるものもある。飼育に当たっては充分な敷地面積と設備があること、飼育者自身が飼育に時間を割けることが最低条件となる。
以上のような理由から、日本国内での飼育頭数は非常に少ない。また、交配が行われているカナダやアメリカでは、飼育環境の不備による脱走や、飼い主が扱いかねて放逐するケースが少なくないことから、このような犬種を交配・飼育すること自体に対する批判もある。
日本では、2015年（平成27年）に4頭が管理者の女性を噛んで死亡に至らせたと考えられる事件も発生している。
オオカミとしての性質からウィンター・ウルフ・シンドロームなどの攻撃性を表す傾向があるため、飼育には非常に気を付けなければならない。

## 主な犬種
- クンミング・ウルフドッグ
- サーロス・ウルフホンド
- チェコスロバキアン・ウルフドッグ

なお、便宜上は犬種という呼称を使用するが、日本で犬種認定や犬籍登録を行うジャパンケネルクラブで純血犬種として認められるのはFCI公認犬種である「サーロス・ウルフホンド」及び「チェコスロバキアン・ウルフドッグ」であり、日本で一般的に見られるウルフドッグはアラスカやカナダから輸入された交雑種であるため、正式には犬種としては認められない。